# Giovanni Gualberto
João Gualberto (Florença, c. 995 — Tavarnelle Val di Pesa, 12 de julho de 1073) foi um religioso italiano, beneditino, fundador da Congregação dos Valombrosanos, foi proclamado santo pela Igreja Católica.

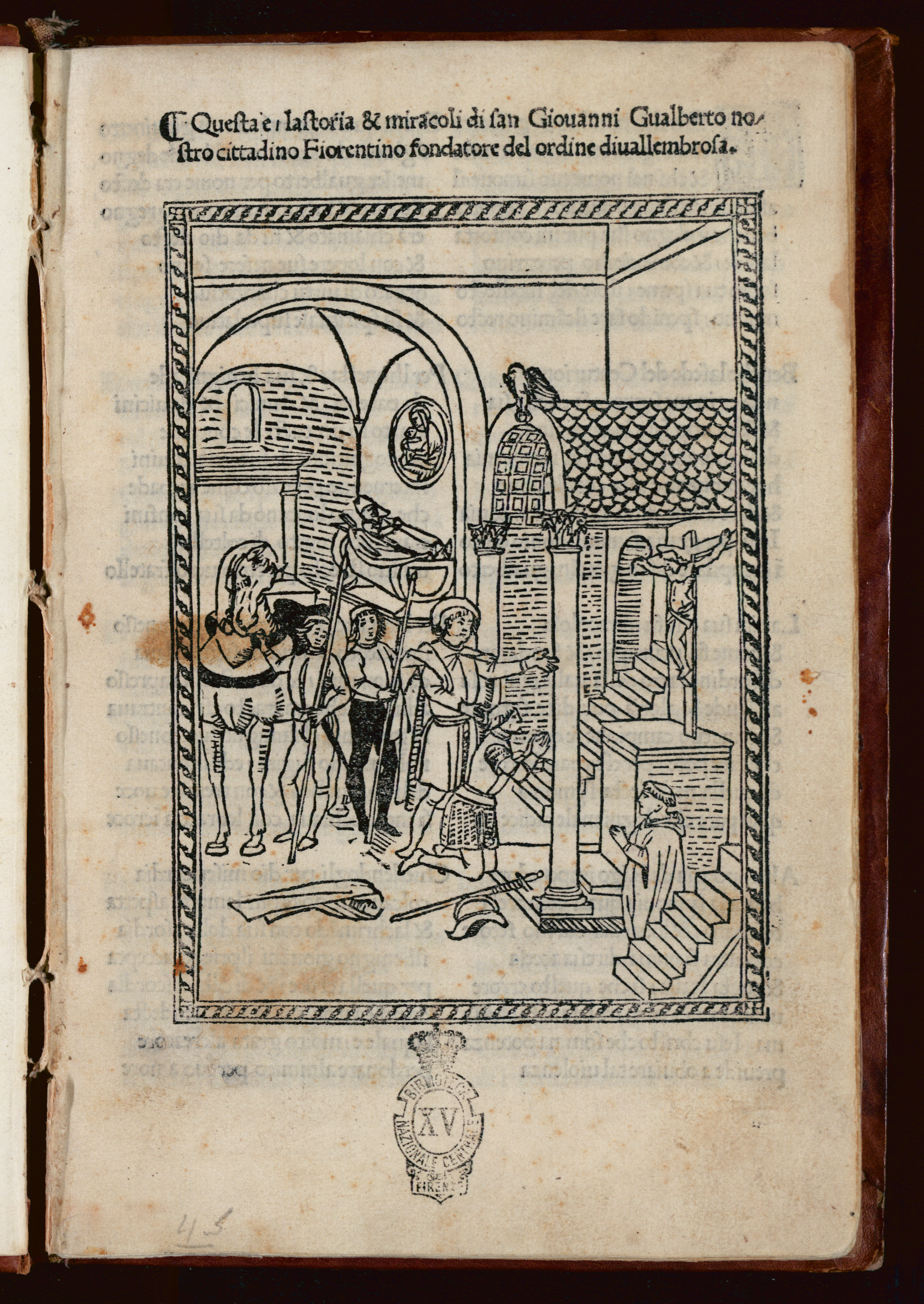
Bernardo Giambullari, Storia e miracoli di San Giovanni Gualberto, ca. 1500

João Gualberto, segundo filho dos Visdonini, nasceu no ano de 995 em Florença. Foi educado num dos castelos dos pais, Gualberto e dona Villa, nobres e cristãos. A mãe cuidou do ensino no seguimento de Cristo. O pai os fez perfeitos cavaleiros, hábeis nas palavras e nas armas, para administrar e defender o patrimônio e a honra da família.
Mas a harmonia acabou quando o primogênito da família foi assassinado. Buscando vingar o irmão, João Gualberto saía armado e com seus homens à procura do inimigo. Na Sexta-Feira Santa de 1028, ele o encontrou vagando solitário, numa das estradas desertas da cidade. João Gualberto empunhou imediatamente sua espada, mas o adversário, desarmado, abriu os braços e caiu de joelhos implorando perdão e clemência em nome de Jesus.
Contam os biógrafos que, ouvido seu pedido em nome do Senhor, João Gualberto jogou a espada, desceu do cavalo e abraçou fraternalmente o inimigo. No mesmo instante, foi à igreja de São Miniato, onde, aos pés do altar, ajoelhou-se diante do crucifixo de Jesus. Diz a tradição que a cruz do Cristo se inclinou sobre ele, em sinal de aprovação pelo seu ato. E foi ali que João Gualberto ouviu o chamado: "Vem e segue-me". Depois desse prodígio, ocorrido na presença de muitos fiéis, uma grande paz invadiu sua alma e ele abandonou tudo para ingressar no mosteiro beneditino da cidade.
Nos anos seguintes, João Gualberto tornou-se um humilde monge, exemplar na disciplina às Regras, no estudo, na oração, na penitência e na caridade. Só então aprendeu a ler e a escrever, pois para um nobre de sua época o mais importante era saber manusear bem a espada. Adquiriu o dom da profecia e dos milagres, sendo muito considerado por todos. Em 1035, com a morte do abade, ele foi eleito por unanimidade o sucessor, mas renunciou de imediato quando soube que o monge tesoureiro havia subornado o bispo de Florença para escolhê-lo como o novo abade.
Indignado, passou a denunciá-los e combate-los, auxiliado por alguns monges. Mas as ameaças eram tantas que decidiu sair do mosteiro.
João Gualberto foi para a floresta dos montes Apeninos, numa pequena casa rústica encontrada na montanha Vallombrosa, sobre o verde Vale do Arno, seguido por alguns monges. O local começou a receber inúmeros jovens em busca de orientação espiritual, graças à fama de sua santidade. Foi assim que surgiu um novo mosteiro e uma nova congregação religiosa, para a qual João Gualberto quis manter as Regras dos monges beneditinos.
No início, o papa aceitou com reserva a nova comunidade, mas depois a Ordem dos Monges Beneditinos de Vallombrosa obteve aprovação canônica. Dali os missionários, regidos pelas Regras da Ordem Beneditina reformada, se espalharam para evangelizar, primeiro em Florença, depois em várias outras cidades da Itália.
Seguindo com rigor a disciplina e austeridade às Regras da Ordem, João Gualberto implantou no Vale de Vallombrosa um centro tão avançado e respeitado de estudos que a própria Igreja enviava para lá seus padres e bispos para aprofundarem seus conhecimentos. Todos oravam e trabalhavam a terra, replantando os bosques do Vale e plantando o alimento do mosteiro, por isso são considerados precursores da agricultura auto-sustentável.
Considerado herói do perdão, João Gualberto fundou outros mosteiros, inclusive o de Passignano, na Umbria, onde morreu no dia 12 de julho de 1073. Nos séculos seguintes, esses monges se especializaram em botânica, tanto assim que foram convidados para fundar a cátedra de botânica na célebre Universidade de Pavia. Enquanto isto, as de Pádua, de Roma e de Londres buscavam naqueles mosteiros os seus mais capacitados mestres no assunto.

Canonizado em 1193, são João Gualberto foi declarado Padroeiro dos Florestais, pelo papa Pio XII, em 1951.

## Ligações Externas
- S. João Gualberto, monge, +1073, evangelhoquotidiano.org